# Кибеди, Джошуа Вануме
Джошуа Вануме Кибеди (англ. Joshua Wanume Kibedi; 3 августа 1941, Бусеса, протекторат Уганда — 13 июня 2016, Лондон, Великобритания) — угандийский дипломат и государственный деятель, министр иностранных дел Уганды (1971—1973).

## Биография
Родился в семье директора школы в Бусоге, Происходил из Baisemenhya, одного из одиннадцати королевских кланов народа народности бусога; королевский клан Baisemenhya ведет свою родословную к королевской семье Буньоро.
В 1960 г. окончил колледж Бусога Мвири. Затем переехал в Великобританию, чтобы проходить обучение в юридической фирме и получить адвокатский статус. В 1960 г. стал первым поверенным угандийского происхождения, который получил право вести дела в Восточноафриканском Апелляционном суде. В эти годы он вступил в партию Народный конгресс Уганды.
После государственного переворота во главе с Иди Амином в 1971 г. был назначен министром иностранных дел Уганды. Сестра политика, Мама Малия-му Кибеди Амин, являлась на тот период женой президента Амина.
В январе 1973 г. угандийские солдаты во главе с капитаном Иссой Хабибом Галунгбе, похитили дядю министра, в Шабана Нкуту, занимавшего пост министра здравоохранения с 1966 по 1967 гг., который был вскоре убит. Его тело было обнаружено в общей могиле лишь в 2005 г, спустя 32 года после похищения.
Информацию о похищении дяди глава МИД получил 11 января 1973 г., находясь на саммите министров иностранных дел стран-членов Организации африканского единства в Гане. Он немедленно объявил о своей отставке и судил политику Амина. С этого момента он жил в вынужденной эмиграции в Великобритании, став ведущим критиком диктатуры Иди Амина в 1970-х гг. В Лондоне он начал успешную собственную юридическую практику в фирме Kibedi and Co. Advocates.
В 1980-х гг. поддерживал Национальное движение сопротивления во главе с Йовери Мусевени, который после свержения режима Милтона Оботе стал президентом Уганды.
С 1986 по 1988 гг. являлся постоянны представителем Уганды при Организации Объединенных Наций. В 1990 г. президент Мусевени назначил его послом Уганды в Советском Союзе, однако Кибеди отказался от назначения, мотивировав это необходимостью сосредоточиться на делах его юридической фирмы.
С 2010 по 2014 гг. являлся председателем Комиссии по вопросам иммиграции и гражданства Уганды.
После смерти его тело было доставлено на родину и захоронено в родном городе Бусеса.